# Эдгар и Кристина
«Эдгар и Кристина» (латыш. Purva bridējs), СССР, 1966 — художественный фильм, мелодрама. В немецком прокате фильм шёл под аналогичным русскому названием — «Edgar und Kristina». Фильм снят по произведениям Рудольфа Блауманиса «В огне» и «В трясине». Включён в Культурный канон Латвии.

## Сюжет
Латвия, середина XIX века. Конюх Эдгар своим независимым характером раздражает управляющего имением, который всячески стремится опорочить его в глазах барона и любимой девушки, горничной барона — Кристины. Поверив злобной клевете, барон выгоняет парня из поместья. Мать девушки принимает сватовство богатого соседа, и Кристина выходит замуж за другого.

## В ролях
- Вия Артмане — Кристина
- Улдис Пуцитис — Эдгар
- Эльза Радзиня — мадам Аста
- Эдуард Павулс — Сутка
- Люция Баумане — мать Кристины
- Олга Дреге — Матильда
- Алфонс Калпакс — Вискрелис
- Юрис Леяскалнс — Акментиньш
- Карлис Себрис — Фришвагарс
- Валентинс Скулме — барон
- Луйс Шмитс — отец Эдгара
- Эвалдс Валтерс — отец Матильды
- Мартыньш Вердыньш[латыш.] — батрак
- Анда Зайце[латыш.] — кузина барона
- Зигрида Стунгуре — сестра Акментиньша
- Эрика Ферда — сестра Акментиньша
- Харий Авенс — смоляр

## Съёмочная группа
- Режиссёр: Леонид Лейманис
- Авторы сценария: Янис Силис и Антон Станкевич
- Оператор: Мартиньш Клейнс
- Художник: Герберт Ликумс
- Композитор: Маргерс Зариньш

## Интересные факты
- Во время плавания Эдгара запечатлён ныне затопленный (после заполнения водохранилища Плявиньской ГЭС) водопад Персес.
- В качестве усадьбы Алайнес выступал Лиелстраупский замок, бал снимался в парке Цесисского замка, а венчание Кристины и Акментиня снимали в Трикатской лютеранской церкви Святого Иоанна.

## Награды
- 1967 год — Диплом за лучший актёрский дуэт (Вия Артмане и Улдис Пуцитис) на кинофестивале республик Прибалтики, Белоруссии и Молдавии.
- 1968 год — Первая и вторая премии на кинофестивале в Ленинграде за исполнение женской роли поделены между Вией Артмане за фильмы «Сильные духом» и «Эдгар и Кристина», Лейлой Абашидзе и Меги Цулукидзе за фильм «Встреча с прошлым».